# Istanbul Cup 2022 - Qualificazioni singolare
Le qualificazioni del singolare del Istanbul Cup 2022 sono state un torneo di tennis preliminare per accedere alla fase finale della manifestazione. Le vincitrici dell'ultimo turno sono entrate di diritto nel tabellone principale. In caso di ritiro di una o più giocatrici aventi diritto a questi sono subentrati i Lucky loser, ossia i giocatori che hanno perso nell'ultimo turno ma che avevano una classifica più alta rispetto agli altri partecipanti che avevano comunque perso nel turno finale.

## Teste di serie
1. Anna Karolína Schmiedlová (spostata nel tabellone principale)
2. Ana Bogdan (qualificata)
3. Kamilla Rachimova (ultimo turno, lucky loser)
4. Wang Qiang (qualificata)
5. Donna Vekić (ultimo turno)
6. Anastasija Potapova (qualificata)

1. Lesja Curenko (qualificata)
2. Yuan Yue (primo turno)
3. Mariam Bolkvadze (ritirata)
4. Despina Papamichail (ultimo turno)
5. Anastasija Tichonova (primo turno)
6. Marina Mel'nikova (qualificata)

### Qualificate
1. Lesja Curenko
2. Ana Bogdan
3. Julia Grabher

1. Wang Qiang
2. Marina Mel'nikova
3. Anastasija Potapova

### Lucky loser
1. Kamilla Rachimova

1. Jaimee Fourlis

## Tabellone

### Legenda
| - Q = Qualificato - WC = Wild card - LL = Lucky loser | - ALT = Alternate - SE = Special Exempt - PR = Protected Ranking | - w/o = Walkover - r = Ritirato - d = Squalificato |

### Sezione 1
|  | Primo turno | Primo turno       | Primo turno       | Primo turno | Primo turno |  |  | Ultimo turno | Ultimo turno   | Ultimo turno | Ultimo turno | Ultimo turno |  |
|  |             |                   |                   |             |             |  |  |              |                |              |              |              |  |
|  | Alt         | Jaimee Fourlis    | Jaimee Fourlis    | 7           | 6           |  |  |              |                |              |              |              |  |
|  |             | Jesika Malečková  | Jesika Malečková  | 5           | 3           |  |  | Alt          | Jaimee Fourlis | 2            | 6            | 5            |  |
|  |             | Catherine McNally | Catherine McNally | 3           | 2           |  |  | 7            | Lesja Curenko  | 6            | 3            | 7            |  |
|  | 7           | Lesja Curenko     | Lesja Curenko     | 6           | 6           |  |  |              |                |              |              |              |  |

### Sezione 2
|  | Primo turno | Primo turno   | Primo turno   | Primo turno | Primo turno |  |  | Ultimo turno | Ultimo turno | Ultimo turno | Ultimo turno | Ultimo turno |  |
|  |             |               |               |             |             |  |  |              |              |              |              |              |  |
|  | 2           | Ana Bogdan    | Ana Bogdan    | 6           | 6           |  |  |              |              |              |              |              |  |
|  | WC          | Zeynep Sönmez | Zeynep Sönmez | 2           | 1           |  |  | 2            | Ana Bogdan   | Ana Bogdan   | 7            | 6            |  |
|  | WC          | Berfu Cengiz  | Berfu Cengiz  | 6           | 6           |  |  | WC           | Berfu Cengiz | Berfu Cengiz | 5            | 3            |  |
|  | 8           | Yuan Yue      | Yuan Yue      | 1           | 0           |  |  |              |              |              |              |              |  |

### Sezione 3
|  | Primo turno | Primo turno          | Primo turno          | Primo turno | Primo turno |  |  | Ultimo turno | Ultimo turno      | Ultimo turno      | Ultimo turno | Ultimo turno |  |
|  |             |                      |                      |             |             |  |  |              |                   |                   |              |              |  |
|  | 3           | Kamilla Rachimova    | Kamilla Rachimova    | 6           | 6           |  |  |              |                   |                   |              |              |  |
|  | WC          | Loïs Boisson         | Loïs Boisson         | 1           | 2           |  |  | 3            | Kamilla Rachimova | Kamilla Rachimova | 3            | 1            |  |
|  |             | Julia Grabher        | Julia Grabher        | 6           | 6           |  |  |              | Julia Grabher     | Julia Grabher     | 6            | 6            |  |
|  | 11          | Anastasija Tichonova | Anastasija Tichonova | 3           | 3           |  |  |              |                   |                   |              |              |  |

### Sezione 4
|  | Primo turno | Primo turno         | Primo turno         | Primo turno | Primo turno |  |  | Ultimo turno | Ultimo turno        | Ultimo turno        | Ultimo turno | Ultimo turno |  |
|  |             |                     |                     |             |             |  |  |              |                     |                     |              |              |  |
|  | 4           | Wang Qiang          | Wang Qiang          | 6           | 6           |  |  |              |                     |                     |              |              |  |
|  | WC          | Ayla Aksu           | Ayla Aksu           | 0           | 2           |  |  | 4            | Wang Qiang          | Wang Qiang          | 6            | 6            |  |
|  |             | Ysaline Bonaventure | Ysaline Bonaventure | 4           | 63          |  |  | 10           | Despina Papamichail | Despina Papamichail | 1            | 1            |  |
|  | 10          | Despina Papamichail | Despina Papamichail | 6           | 7           |  |  |              |                     |                     |              |              |  |

### Sezione 5
|  | Primo turno | Primo turno          | Primo turno          | Primo turno | Primo turno |  |  | Ultimo turno | Ultimo turno      | Ultimo turno      | Ultimo turno | Ultimo turno |  |
|  |             |                      |                      |             |             |  |  |              |                   |                   |              |              |  |
|  | 5           | Donna Vekić          | Donna Vekić          | 6           | 6           |  |  |              |                   |                   |              |              |  |
|  | PR          | Han Xinyun           | Han Xinyun           | 3           | 1           |  |  | 5            | Donna Vekić       | Donna Vekić       | 0            | 65           |  |
|  |             | Anastasija Zacharova | Anastasija Zacharova | 5           | 4           |  |  | 12           | Marina Mel'nikova | Marina Mel'nikova | 6            | 7            |  |
|  | 12          | Marina Mel'nikova    | Marina Mel'nikova    | 7           | 6           |  |  |              |                   |                   |              |              |  |

### Sezione 6
|  | Primo turno | Primo turno          | Primo turno          | Primo turno | Primo turno |  |  | Ultimo turno | Ultimo turno         | Ultimo turno         | Ultimo turno | Ultimo turno |  |
|  |             |                      |                      |             |             |  |  |              |                      |                      |              |              |  |
|  | 6           | Anastasija Potapova  | 6                    | 63          | 6           |  |  |              |                      |                      |              |              |  |
|  |             | Dea Herdželaš        | 1                    | 7           | 2           |  |  | 6            | Anastasija Potapova  | Anastasija Potapova  | 6            | 6            |  |
|  |             | Andrea Lázaro García | Andrea Lázaro García | 6           | 6           |  |  |              | Andrea Lázaro García | Andrea Lázaro García | 2            | 4            |  |
|  | Alt         | Natalija Stevanović  | Natalija Stevanović  | 3           | 2           |  |  |              |                      |                      |              |              |  |